# Paratelmatoscopus similis
Paratelmatoscopus similis és una espècie d'insecte dípter pertanyent a la família dels psicòdids que es troba a Indonèsia: Irian Jaya.